# Ternium Hylsa
Ternium Hylsa es una compañía siderúrgica mexicana filial de Ternium se fundó en 1942 cuando fue fundada como Hojalata y Lámina S.A. (Hylsa) en la ciudad de San Nicolás de los Garza, ubicado en Nuevo León, México. Sus actividades abarcan desde la extracción de mineral de hierro en sus propias minas y la fabricación de acero, hasta la elaboración de productos terminados de alto valor agregado y su distribución. En 2005 fue comprada por el grupo ítalo-argentino Techint para formar Ternium.

## Historia
En 1942, los empresarios regiomontanos Jesús Sada Muguerza, José Muguerza, Antonio Muguerza, Roberto Garza Sada, Roberto Garza Sada Jr. y Eugenio Garza Sada fundaron la compañía Hojalata y Lámina S.A., cuya finalidad era fabricar corcholatas para Fábricas Monterrey proveedora de la Cervecería Cuauhtémoc, debido a que no podían obtener materia prima en los Estados Unidos por el desarrollo de la Segunda Guerra Mundial. Las dos principales plantas de Hylsa se establecieron en Monterrey, Nuevo León y Xoxtla, Puebla.
Con un capital inicial de 3 000 000 MXP (antiguos pesos mexicanos) y 179 trabajadores su producción en 1943 fue de 4300 toneladas de acero. Mediante la diversificación de productos de hierro y acero, para surtir al mercado nacional, incrementó su producción logrando producir 20 000 toneladas en 1948. Años más tarde la empresa sirvió de núcleo industrial para el desarrollo y diversificación del  Grupo Industrial Alfa dirigido por el empresario regiomontano Bernardo Garza Sada.

## Aportaciones tecnológicas
Durante el desarrollo de la guerra de Corea se elevó el precio de la chatarra, fue entonces cuando Hylsa —que fabricaba aceros planos a partir de chatarra— desarrolló una tecnología para reducir en su producción el mineral de hierro. De esta manera se comenzó a fabricar el hierro esponja. El proceso, que consiste en eliminar los elementos residuales, es conocido como tecnología HYL.